# مارتن أريستيد أوكودا
مارتن أريستيد أوكودا (6 سبتمبر 1951 - 9 أبريل 2021) سياسي كاميروني شغل مناصب وزارية مختلفة.

## السيرة الشخصية
أنهى أوكودا تعليمه الثانوي في عام 1969. تخرج بدرجة في الاقتصاد من جامعة السوربون وحصل أيضًا على دبلومات من معهد الدراسات العليا والعلوم بباريس.
من عام 1977 إلى عام 1979 كان أوكودا متدربًا في بنك وورمز. في عام 1980 عاد إلى الكاميرون وشغل منصب نائب رئيس إدارة مراقبة الأعمال في مديرية الصناعة من 1981 إلى 1982. ثم شغل منصب نائب مدير التمويل الخارجي في مديرية البرمجة من 1982 إلى 1983 ونائب مدير الشؤون الاقتصادية والتعاون الفني ونائب مدير التعاون الدولي والمتعدد الأطراف بشكل تراكمي في وزارة التخطيط والتنمية الإقليمية من 1983 إلى 1987.
في 6 مارس 1987 تم تعيينه في حكومة الرئيس بول بيا. بعد ذلك في 31 يوليو 1991 تم تعيينه مستشارًا خاصًا لرئيس الوزراء سادو حياتو. في 18 مارس 2000 أصبح وزيرا للاقتصاد والتخطيط والتنمية الإقليمية حتى 8 ديسمبر 2004، عندما أصبح وزيرا للأشغال العامة. خلال هذه الفترة شغل أيضًا منصب رئيس مجلس الوزراء لرئيس مجلس الوزراء. في عام 2012 حل محل أنطوان نتسيمي كسكرتير تنفيذي لـ رئيس مجلس الوزراء.
توفي مارتن أريستيد أوكودا في باريس في 9 أبريل 2021 عن عمر يناهز 69 عامًا.